# خرمن (فیلم ۱۹۳۷)
«خرمن» (فرانسوی: Harvest‎) فیلمی در ژانر درام به کارگردانی مارسل پانیول است که در سال ۱۹۳۷ منتشر شد. از بازیگران آن می‌توان به فرناندل و گابریل گابریو اشاره کرد.